# Leb i sol
A Leb i sol egy macedón rockzenekar. A név egy szláv köszöntésből származik, jelentése: kenyér és só. Az 1970-es években alakultak, zenéjük rock, jazz és macedón népi elemek keveréke. Első koncertjüket 1977 áprilisában adták, Drago Mlinarec előzenekaraként. 2006-ban, 30 éves fennállásuk alkalmából a volt jugoszláv tagállamokban turnéztak.

## Tagok
- Vlatko Stefanovski - gitár
- Bodan Arsovski - basszusgitár
- Nikola Kokan Dimuševski - billentyűs hangszerek
- Garabet Tavitjan - dob

## Lemezeik
- Leb i Sol (PGP RTB, 1978)
- Leb i Sol 2 (PGP RTB, 1978)
- Ručni Rad (PGP RTB, 1979)
- Beskonačno (PGP RTB, 1981)
- Sledovanje (PGP RTB, 1982)
- Akustična Trauma (PGP RTB, 1982)
- Kalabalak (Jugoton, 1983)
- Tangenta (Jugoton, 1984)
- Zvučni Zid (Jugoton, 1986)
- Kao Kakao (Jugoton, 1987)
- Putujemo (Jugoton, 1989)
- Live in New York (Third Ear Music, 1990)
- Anthology (Third Ear Music, 1995)
- Live in Macedonia (Avalon Production, 2006)